# Sport-Club Tasmania von 1900 Berlin 1965-1966
Questa voce raccoglie le informazioni riguardanti lo Sport-Club Tasmania von 1900 Berlin nelle competizioni ufficiali della stagione 1965-1966.

## Stagione
Nella stagione 1965-1966 il Tasmania Berlino, allenato da Franz Linken e Heinz-Ludwig Schmidt, concluse il campionato di Bundesliga al 18º posto. In Coppa di Germania il Tasmania Berlino fu eliminato al primo turno dal Colonia.

## Rosa
| N. |                     | Ruolo | Calciatore            |
| -- | ------------------- | ----- | --------------------- |
|    | Germania (bandiera) | P     | Klaus Basikow         |
|    | Germania (bandiera) | P     | Hans-Joachim Posinski |
|    | Germania (bandiera) | P     | Heinz Rohloff         |
|    | Germania (bandiera) | D     | Hans-Jürgen Bäsler    |
|    | Germania (bandiera) | D     | Hans-Günter Becker    |
|    | Germania (bandiera) | D     | Volker Becker         |
|    | Germania (bandiera) | D     | Herbert Finken        |
|    | Germania (bandiera) | D     | Bernd Meißel          |
|    | Germania (bandiera) | D     | Eckhardt Peschke      |
|    | Germania (bandiera) | D     | Horst Talaszus        |
|    | Germania (bandiera) | C     | Peter Engler          |
|    | Germania (bandiera) | C     | Bernd Hänsler         |

| N. |                     | Ruolo | Calciatore          |
| -- | ------------------- | ----- | ------------------- |
|    | Germania (bandiera) | C     | Klaus Konieczka     |
|    | Germania (bandiera) | C     | Jürgen Linder       |
|    | Germania (bandiera) | C     | Manfred Maeder      |
|    | Germania (bandiera) | C     | Horst Szymaniak     |
|    | Germania (bandiera) | A     | Erwin Bruske        |
|    | Germania (bandiera) | A     | Helmut Fiebach      |
|    | Germania (bandiera) | A     | Wolfgang Neumann    |
|    | Germania (bandiera) | A     | Wolfgang Rosenfeldt |
|    | Germania (bandiera) | A     | Ulrich Sand         |
|    | Germania (bandiera) | A     | Wulf-Ingo Usbeck    |
|    | Germania (bandiera) | A     | Jürgen Wähling      |
|    | Germania (bandiera) | A     | Lothar Zeh          |

## Organigramma societario
Area tecnica
- Allenatore: Heinz-Ludwig Schmidt
- Allenatore in seconda:
- Preparatore dei portieri:
- Preparatori atletici:

## Calciomercato

### Sessione estiva
| Acquisti | Acquisti           | Acquisti          | Acquisti |
| R.       | Nome               | da                | Modalità |
| -------- | ------------------ | ----------------- | -------- |
| D        | Hans-Jürgen Bäsler | Arminia Bielefeld |          |
| D        | Herbert Finken     | Heracles Almelo   |          |
| P        | Heinz Rohloff      | Bonner            |          |
| A        | Ulrich Sand        | Wacker 04 Berlino |          |
| C        | Horst Szymaniak    | Varese            |          |

| Cessioni | Cessioni      | Cessioni                | Cessioni |
| R.       | Nome          | a                       | Modalità |
| -------- | ------------- | ----------------------- | -------- |
| A        | Heinz Fischer | Eintracht Gelsenkirchen |          |

## Risultati

### Bundesliga

#### Girone di andata
| Arbitro: | Thier |

|                 |           |  |
| Usbeck 66’, 78’ | Marcatori |  |

| Arbitro: | Wengenmayer |

|                                            |           |  |
| Heynckes 40’, 74’ Rupp 51’ Netzer 64’, 90’ | Marcatori |  |

| Arbitro: | Fischer |

|  |           |                         |
|  | Marcatori | 9’ Emmerich 62’ Schmidt |

| Arbitro: | Thier |

|                                                              |           |            |
| Piechowiak 50’ Dörfel 54’ Pohlschmidt 63’, 81’ Dieckmann 72’ | Marcatori | 66’ Engler |

| Arbitro: | Horstmann |

|  |           |                           |
|  | Marcatori | 23’ Brenninger 75’ Müller |

| Arbitro: | Niemeyer |

|                                                            |           |                        |
| Brungs 16’, 54’, 76’, 85’ Reisch 28’ Flachenecker 32’, 63’ | Marcatori | 26’ Neumann 43’ Usbeck |

| Arbitro: | Siepe |

|        |           |                                                        |
| Zeh 7’ | Marcatori | 24’ Siemensmeyer 37’ Bena 44’, 70’ Rodekamp 76’ Heiser |

| Kaiserslautern 16 ottobre 1965, ore 16:00 CET 8ª giornata | Kaiserslautern | 0 – 0 referto | Tasmania Berlino | Betzenbergstadion (15 000 spett.)\| Arbitro: \| Kreitlein \| |
| Arbitro:                                                  | Kreitlein      |               |                  |                                                              |

| Arbitro: | Malka |

|  |           |                        |
|  | Marcatori | 20’ Sieloff 57’ Peters |

| Arbitro: | Sturm |

|                                           |           |  |
| Nolden 64’ (rig.) Gecks 79’ Heidemann 88’ | Marcatori |  |

| Arbitro: | Gusenburger |

|  |           |                                                       |
|  | Marcatori | 3’ Thielen 63’, 90’ Löhr 69’, 72’ Neumann 76’ Overath |

| Arbitro: | Riegg |

|                                                       |           |  |
| Zebrowski 9’ Lorenz 13’ Matischak 28’, 88’ Ferner 48’ | Marcatori |  |

| Arbitro: | Weyland |

|  |           |                                                          |
|  | Marcatori | 18’, 35’ Konietzka 73’ Brunnenmeier 80’ Grosser 85’ Heiß |

| Arbitro: | Horstmann |

|                                          |           |  |
| Bechtold 35’ Lotz 50’, 77’ Grabowski 83’ | Marcatori |  |

| Arbitro: | Baumgärtel |

|  |           |               |
|  | Marcatori | 16’, 36’ Maas |

| Arbitro: | Kreitlein |

|                                      |           |         |
| May 9’ (rig.) Wingert 55’ Simmet 80’ | Marcatori | 23’ Zeh |

| Arbitro: | Jacobi |

|               |           |                     |
| Szymaniak 81’ | Marcatori | 5’ Neuser 29’ Klose |

#### Girone di ritorno
| Arbitro: | Hennig |

|                             |           |  |
| Kentschke 7’ Dobat 17’, 27’ | Marcatori |  |

| Berlino 15 gennaio 1966, ore 14:15 CET 19ª giornata | Tasmania Berlino | 0 – 0 referto | Borussia M'gladbach | Stadio Olimpico (827 spett.)\| Arbitro: \| Link \| |
| Arbitro:                                            | Link             |               |                     |                                                    |

| Arbitro: | Redelfs |

|                                |           |                |
| Sturm 2’ Emmerich 24’ Held 47’ | Marcatori | 38’ Rosenfeldt |

| Arbitro: | Fischer |

|  |           |                                          |
|  | Marcatori | 9’ Dörfel 58’ Krug 62’ Dörfel 73’ Seeler |

| Arbitro: | Fork |

|                         |           |                |
| Nafziger 27’ Vučkov 59’ | Marcatori | 60’ Rosenfeldt |

| Arbitro: | Niemeyer |

|  |           |           |
|  | Marcatori | 78’ Greif |

| Arbitro: | Biwersi |

|                                                     |           |  |
| Rodekamp 14’ Bandura 22’, 58’ Siemensmeyer 25’, 59’ | Marcatori |  |

| Arbitro: | Reil |

|            |           |            |
| Usbeck 82’ | Marcatori | 83’ Braner |

| Arbitro: | Hilker |

|                      |           |  |
| Weiß 67’ Waldner 87’ | Marcatori |  |

| Arbitro: | Lutz |

|  |           |                                                                           |
|  | Marcatori | 10’, 26’, 50’, 90’ Mielke 12’ Sabath 19’ Schmidt 46’, 83’ Krämer 89’ Rühl |

| Arbitro: | Hager |

|                                               |           |  |
| Krauthausen 1’ Kleinholz 7’ Regh 64’ Löhr 84’ | Marcatori |  |

| Arbitro: | Schreiner |

|            |           |             |
| Engler 31’ | Marcatori | 45’ Podlich |

| Arbitro: | Hense |

|                                                        |           |  |
| Konietzka 35’ Rebele 49’ Grosser 58’ Linder 87’ (aut.) | Marcatori |  |

| Arbitro: | Seekamp |

|  |           |                                       |
|  | Marcatori | 32’, 54’ Huberts 71’ (rig.) Grabowski |

| Arbitro: | Wengenmayer |

|                                |           |               |
| Moll 27’ Krafczyk 85’ Maas 88’ | Marcatori | 56’ Konieczka |

| Arbitro: | Riegg |

|                     |           |                  |
| Zeh 22’ Neumann 83’ | Marcatori | 36’ (rig.) Kuntz |

| Arbitro: | Güller |

|                                      |           |  |
| Klose 2’, 78’ Herrmann 40’ Kreuz 82’ | Marcatori |  |

### Coppa di Germania
| Arbitro: | Heckeroth |

|            |           |               |
| Hornig 69’ | Marcatori | 87’ Konieczka |

| Arbitro: | Horstmann |

|  |           |               |
|  | Marcatori | 29’, 78’ Löhr |

## Statistiche

### Statistiche di squadra
| Competizione      | Punti | In casa | In casa | In casa | In casa | In casa | In casa | In trasferta | In trasferta | In trasferta | In trasferta | In trasferta | In trasferta | Totale | Totale | Totale | Totale | Totale | Totale | DR  |
| Competizione      | Punti | G       | V       | N       | P       | Gf      | Gs      | G            | V            | N            | P            | Gf           | Gs           | G      | V      | N      | P      | Gf     | Gs     | DR  |
| ----------------- | ----- | ------- | ------- | ------- | ------- | ------- | ------- | ------------ | ------------ | ------------ | ------------ | ------------ | ------------ | ------ | ------ | ------ | ------ | ------ | ------ | --- |
| Bundesliga        | 8     | 17      | 2       | 3       | 12      | 8       | 46      | 17           | 0            | 1            | 16           | 7            | 62           | 34     | 2      | 4      | 28     | 15     | 108    | -93 |
| Coppa di Germania | -     | 1       | 0       | 0       | 1       | 0       | 2       | 1            | 0            | 1            | 0            | 1            | 1            | 2      | 0      | 1      | 1      | 1      | 3      | -2  |
| Totale            | 8     | 18      | 2       | 3       | 13      | 8       | 48      | 18           | 0            | 2            | 16           | 8            | 63           | 36     | 2      | 5      | 29     | 16     | 111    | -95 |

### Andamento in campionato
| Giornata  | 1 | 2  | 3  | 4  | 5  | 6  | 7  | 8  | 9  | 10 | 11 | 12 | 13 | 14 | 15 | 16 | 17 | 18 | 19 | 20 | 21 | 22 | 23 | 24 | 25 | 26 | 27 | 28 | 29 | 30 | 31 | 32 | 33 | 34 |
| --------- | - | -- | -- | -- | -- | -- | -- | -- | -- | -- | -- | -- | -- | -- | -- | -- | -- | -- | -- | -- | -- | -- | -- | -- | -- | -- | -- | -- | -- | -- | -- | -- | -- | -- |
| Luogo     | C | T  | C  | T  | C  | T  | C  | T  | C  | T  | C  | T  | C  | T  | C  | T  | C  | T  | C  | T  | C  | T  | C  | T  | C  | T  | C  | T  | C  | T  | C  | T  | C  | T  |
| Risultato | V | P  | P  | P  | P  | P  | P  | N  | P  | P  | P  | P  | P  | P  | P  | P  | P  | P  | N  | P  | P  | P  | P  | P  | N  | P  | P  | P  | N  | P  | P  | P  | V  | P  |
| Posizione | 2 | 11 | 17 | 18 | 18 | 18 | 18 | 17 | 18 | 18 | 18 | 18 | 18 | 18 | 18 | 18 | 18 | 18 | 18 | 18 | 18 | 18 | 18 | 18 | 18 | 18 | 18 | 18 | 18 | 18 | 18 | 18 | 18 | 18 |

Legenda:

Luogo: C = Casa; T = Trasferta. Risultato: V = Vittoria; N = Pareggio; P = Sconfitta.

### Statistiche dei giocatori
| Giocatore     | Bundesliga | Bundesliga | Bundesliga  | Bundesliga | Coppa di Germania | Coppa di Germania | Coppa di Germania | Coppa di Germania | Totale   | Totale | Totale      | Totale     |
| Giocatore     | Presenze   | Reti       | Ammonizioni | Espulsioni | Presenze          | Reti              | Ammonizioni       | Espulsioni        | Presenze | Reti   | Ammonizioni | Espulsioni |
| ------------- | ---------- | ---------- | ----------- | ---------- | ----------------- | ----------------- | ----------------- | ----------------- | -------- | ------ | ----------- | ---------- |
| K. Basikow    | 14         | 0          | 0           | 0          | 0                 | 0                 | 0                 | 0                 | 14       | 0      | 0           | 0          |
| H. Becker     | 33         | 0          | 0           | 0          | 2                 | 0                 | 0                 | 0                 | 35       | 0      | 0           | 0          |
| V. Becker     | 6          | 0          | 0           | 0          | 0                 | 0                 | 0                 | 0                 | 6        | 0      | 0           | 0          |
| E. Bruske     | 7          | 0          | 0           | 0          | 1                 | 0                 | 0                 | 0                 | 8        | 0      | 0           | 0          |
| H. Bäsler     | 17         | 0          | 0           | 0          | 0                 | 0                 | 0                 | 0                 | 17       | 0      | 0           | 0          |
| P. Engler     | 26         | 2          | 0           | 0          | 2                 | 0                 | 0                 | 0                 | 28       | 2      | 0           | 0          |
| H. Fiebach    | 18         | 0          | 0           | 0          | 2                 | 0                 | 0                 | 0                 | 20       | 0      | 0           | 0          |
| H. Finken     | 10         | 0          | 0           | 0          | 0                 | 0                 | 0                 | 0                 | 10       | 0      | 0           | 0          |
| B. Hänsler    | 5          | 0          | 0           | 0          | 0                 | 0                 | 0                 | 0                 | 5        | 0      | 0           | 0          |
| K. Konieczka  | 30         | 1          | 0           | 0          | 2                 | 1                 | 0                 | 0                 | 32       | 2      | 0           | 0          |
| J. Linder     | 8          | 0          | 0           | 0          | 0                 | 0                 | 0                 | 0                 | 8        | 0      | 0           | 0          |
| M. Maeder     | 4          | 0          | 0           | 0          | 0                 | 0                 | 0                 | 0                 | 4        | 0      | 0           | 0          |
| B. Meißel     | 21         | 0          | 0           | 0          | 2                 | 0                 | 0                 | 0                 | 23       | 0      | 0           | 0          |
| W. Neumann    | 19         | 2          | 0           | 0          | 1                 | 0                 | 0                 | 0                 | 20       | 2      | 0           | 0          |
| E. Peschke    | 15         | 0          | 0           | 0          | 0                 | 0                 | 0                 | 0                 | 15       | 0      | 0           | 0          |
| H. Posinski   | 2          | 0          | 0           | 0          | 0                 | 0                 | 0                 | 0                 | 2        | 0      | 0           | 0          |
| H. Rohloff    | 18         | 0          | 0           | 0          | 2                 | 0                 | 0                 | 0                 | 20       | 0      | 0           | 0          |
| W. Rosenfeldt | 20         | 2          | 0           | 0          | 2                 | 0                 | 0                 | 0                 | 22       | 2      | 0           | 0          |
| U. Sand       | 9          | 0          | 0           | 0          | 1                 | 0                 | 0                 | 0                 | 10       | 0      | 0           | 0          |
| H. Szymaniak  | 29         | 1          | 0           | 0          | 2                 | 0                 | 0                 | 0                 | 31       | 1      | 0           | 0          |
| H. Talaszus   | 9          | 0          | 0           | 0          | 0                 | 0                 | 0                 | 0                 | 9        | 0      | 0           | 0          |
| W. Usbeck     | 28         | 4          | 0           | 0          | 1                 | 0                 | 0                 | 0                 | 29       | 4      | 0           | 0          |
| J. Wähling    | 12         | 0          | 0           | 0          | 2                 | 0                 | 0                 | 0                 | 14       | 0      | 0           | 0          |
| L. Zeh        | 14         | 3          | 0           | 0          | 0                 | 0                 | 0                 | 0                 | 14       | 3      | 0           | 0          |